# Viola alpina
Viola alpina är en violväxtart som beskrevs av Nikolaus Joseph von Jacquin. Viola alpina ingår i släktet violer, och familjen violväxter. Inga underarter finns listade i Catalogue of Life.

## Bildgalleri

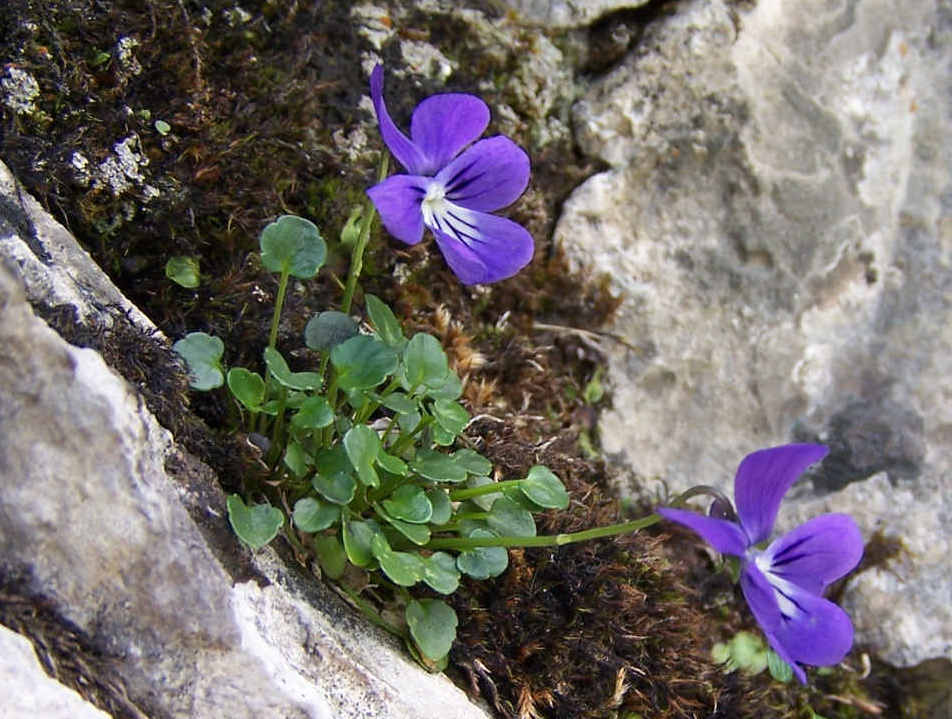
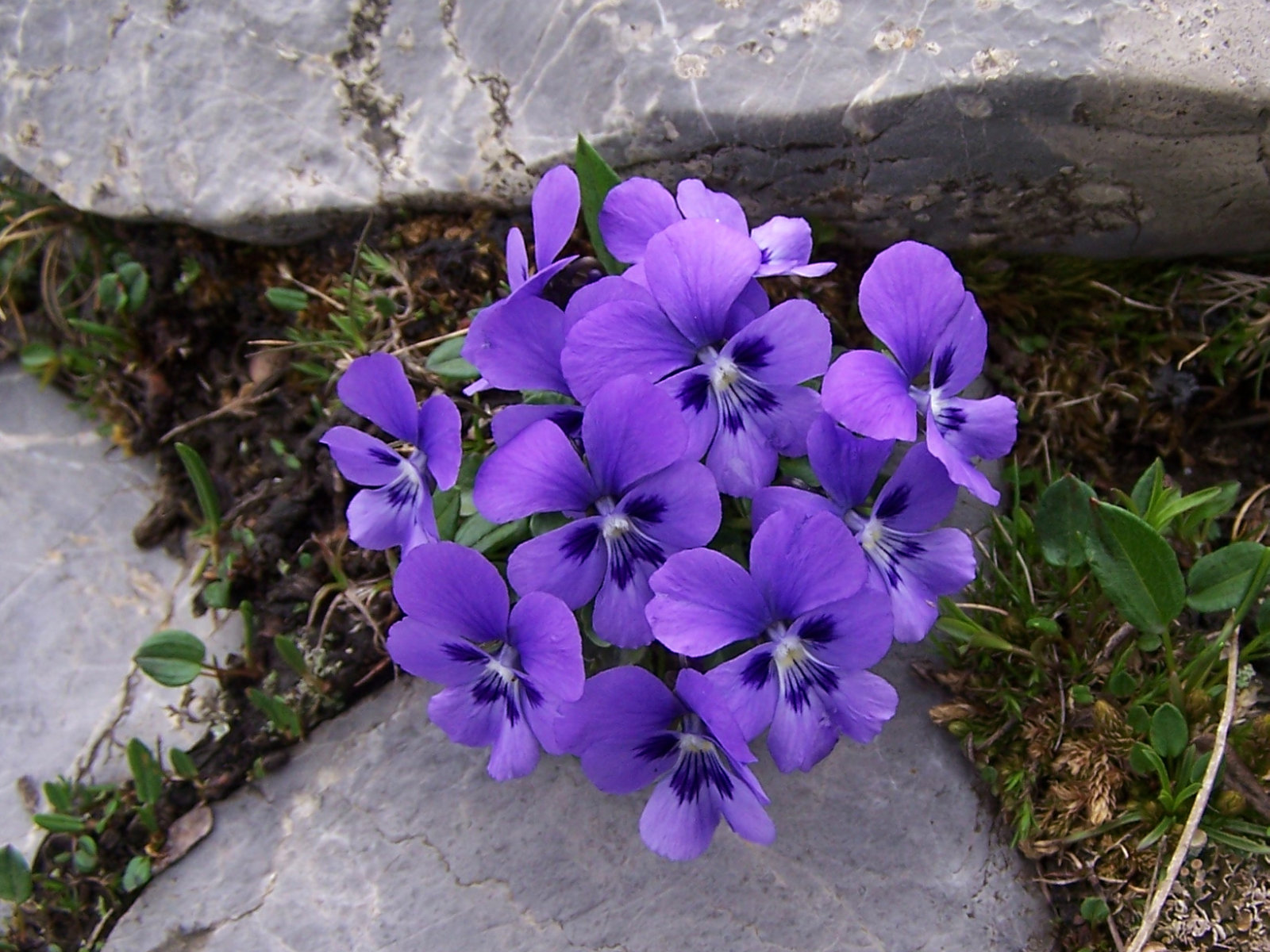
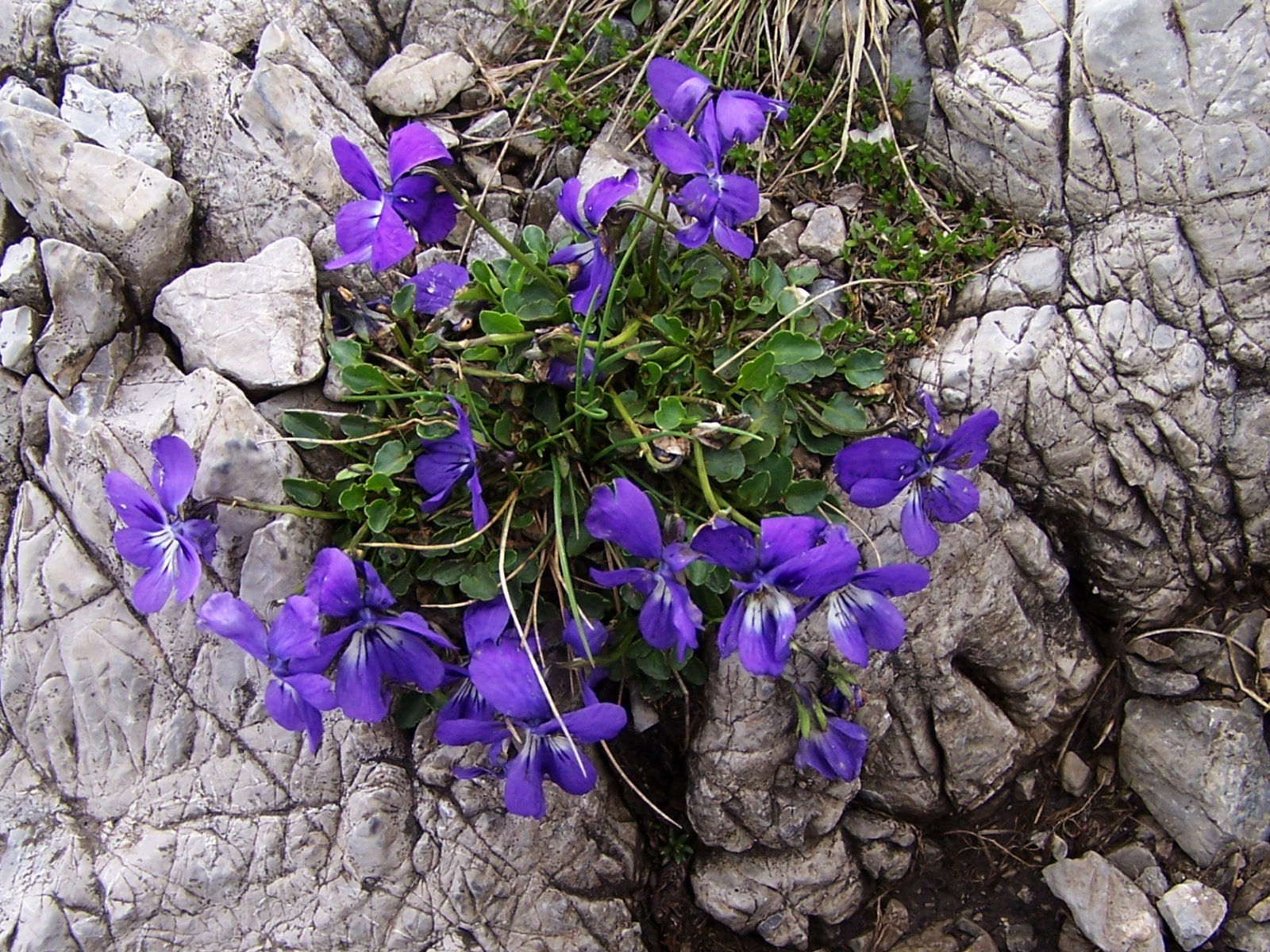
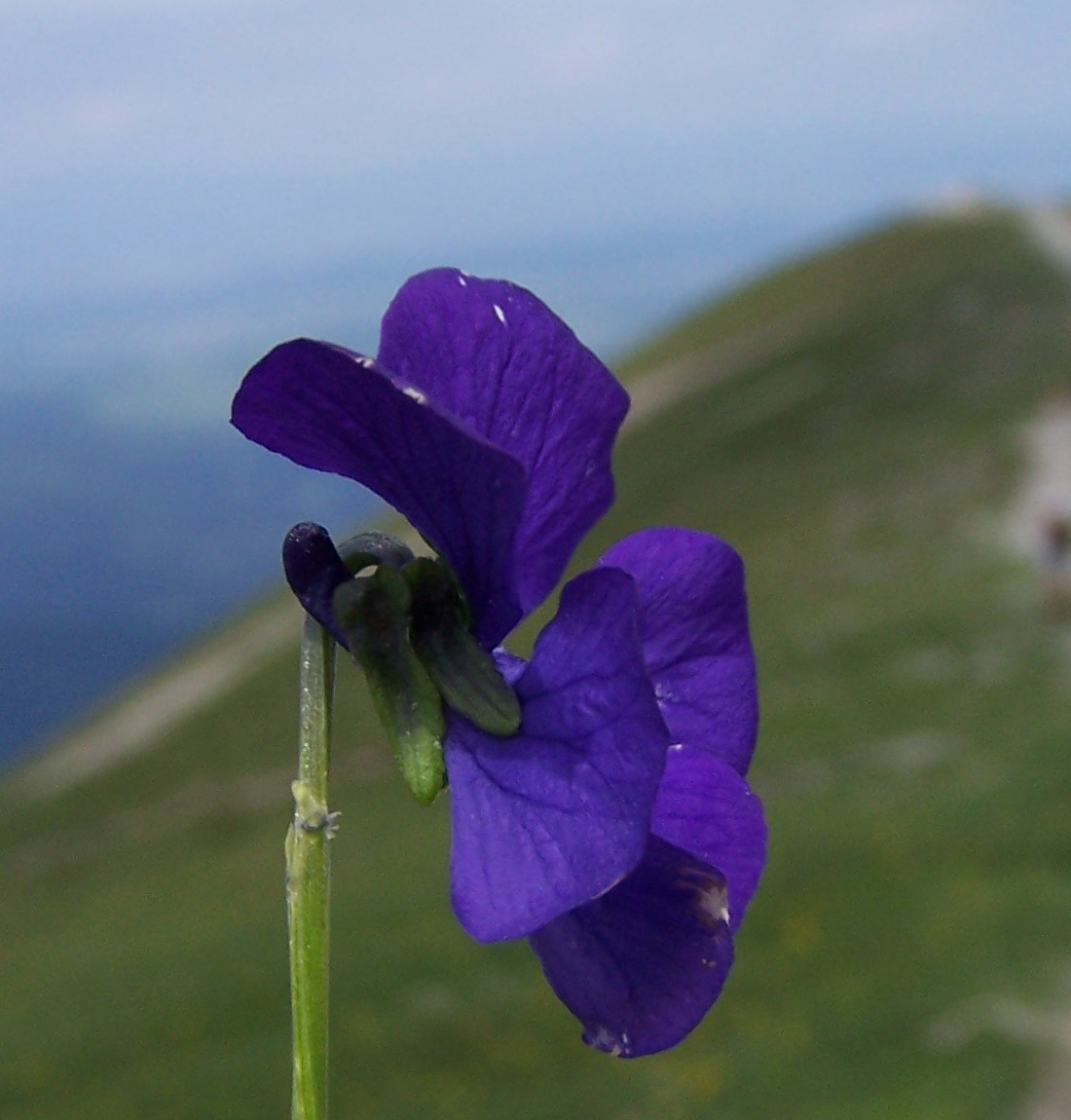
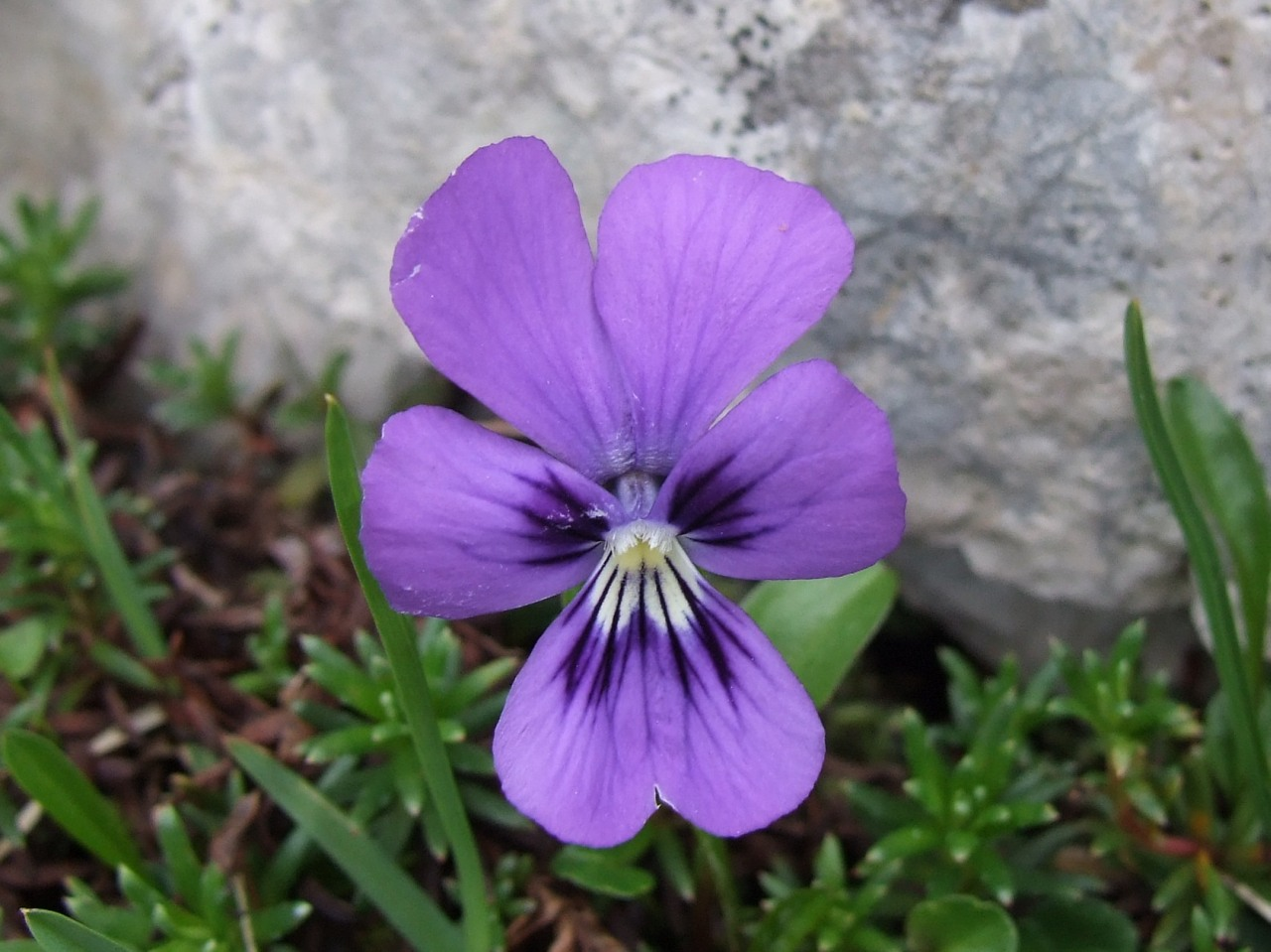
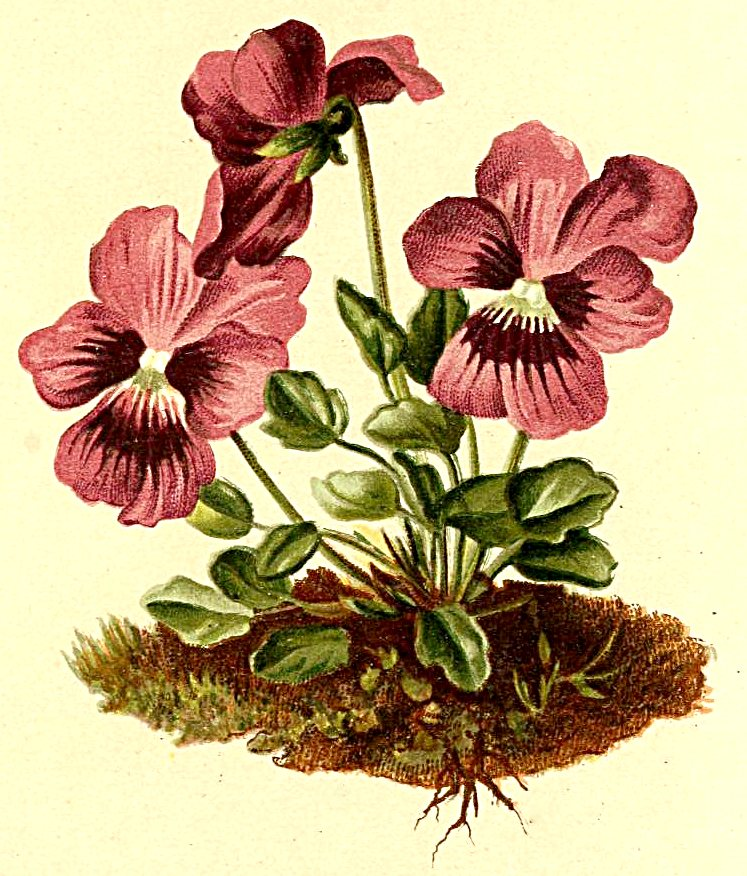